# Granat Typ 98
Granat Typ 98 (九八式柄付手榴弾 Kyūhachi-shiki garatsuki teryūdan) – japoński granat ręczny typu trzonkowego używany w okresie II wojny światowej.
Granat miał bardzo zbliżoną konstrukcję zewnętrzną do niemieckiego Stielhandgranate 24, ale w porównaniu do niego był nieco cięższy. Granaty te różniły się zasadniczo funkcją – niemiecki granat ze stosunkowo cienkimi ściankami był granatem zaczepnym, a granat japoński, który w wybuchu produkował znacznie więcej odłamków, był granatem obronnym – odłamkowym.
Zapalnik znajdował się w drewnianej rękojeści granatu i był dobrze zabezpieczony przed wilgocią, która była powodem częstych problemów z innymi japońskimi granatami ręcznymi. Granat miał bardzo krótki zapalnik, którego czas spalania się wynosił cztery sekundy. Granat był łatwy i wygodny w użyciu, bardzo dobrze nadawał się do rzucania z pozycji leżącej. Produkowany był w dwóch wersjach „A” i „B” różniących się konstrukcją i kształtem głowicy bojowej.